# Matignicourt-Goncourt
Pour les articles homonymes, voir Goncourt.
Matignicourt-Goncourt est une commune française, située dans le département de la Marne en région Grand Est.

## Géographie

### Localisation
Matignicourt-Goncourt se trouve au sud-est du département de la Marne, en région Grand Est. La commune appartient à la région agricole du Perthois.
La commune de Matignicourt-Goncourt s'étend sur une superficie de 925 hectares. Sur son territoire, l'altitude varie de 107 à 117 mètres. Le nord de la commune entre le canal de la Marne à la Saône et l'Orconté est boisé. Le hameau de Goncourt se trouve au nord-ouest de la commune, sur l'Orconté. Le village de Matignicourt est situé au sud de l'Orconté, au centre du territoire communal. Le reste du territoire est largement occupé par des étangs et gravières.
Par la route, Matignicourt-Goncourt se situe à 39 km de Châlons-en-Champagne, préfecture, à 23 km de Saint-Dizier, principale ville de la Haute-Marne, à 12 km de Vitry-le-François, sa sous-préfecture de rattachement, et à 28 km de Sermaize-les-Bains, bureau centralisateur du canton de Sermaize-les-Bains dont dépend Matignicourt-Goncourt depuis 2015. La commune fait en outre partie du bassin de vie de Vitry-le-François.
Matignicourt-Goncourt est limitrophe de 8 communes :
| Luxémont-et-Villotte              | Écriennes             | Thiéblemont-Farémont |
| Norrois                           | Matignicourt-Goncourt |                      |
| Cloyes-sur-Marne Moncetz-l'Abbaye | Isle-sur-Marne        | Orconte              |

### Hydrographie
La commune est dans la région hydrographique « la Seine de sa source au confluent de l'Oise (exclu) » au sein du bassin Seine-Normandie. Elle est drainée par le canal de la Marne à la Saône, l'Orconté, le Fossé 04 des Aulnes et un bras de l'Orconté,.
Le canal de la Marne à la Saône (canal entre Champagne et Bourgogne) est un canal à bief de partage au gabarit Freycinet, d'une longueur de 160 km reliant les vallées de la Marne et de la Saône, géré par les Voies navigables de France. 
L'Orconté, d'une longueur de 31 km, prend sa source dans la commune de Trois-Fontaines-l'Abbaye et se jette dans la Marne à Frignicourt, après avoir traversé onze communes. 
Divers plans d'eau complètent le réseau hydrographique : Great Lake (23,9 ha), la gravière 1 des Grands Chicherons (6,1 ha), la gravière 1 du Chemin de Norrois (8 ha), la gravière 2 du Chemin de Norrois (7,4 ha), la gravière du Champ Perdu (6,5 ha), la gravière du Chemin de Cloyes (10,8 ha), la sablière des Longues Viornes, d'une superficie totale de 11,9 ha (11,2 ha sur la commune), la Traque (3 ha), le plan d'eau 1 du Bois Payen (1,7 ha), le plan d'eau 2 du Bois Payen (2 ha), les Saules (2,9 ha), l'étang de la Faille (3,4 ha), l'étang du Mirador (2,7 ha) et Robin Lake (3,5 ha),.

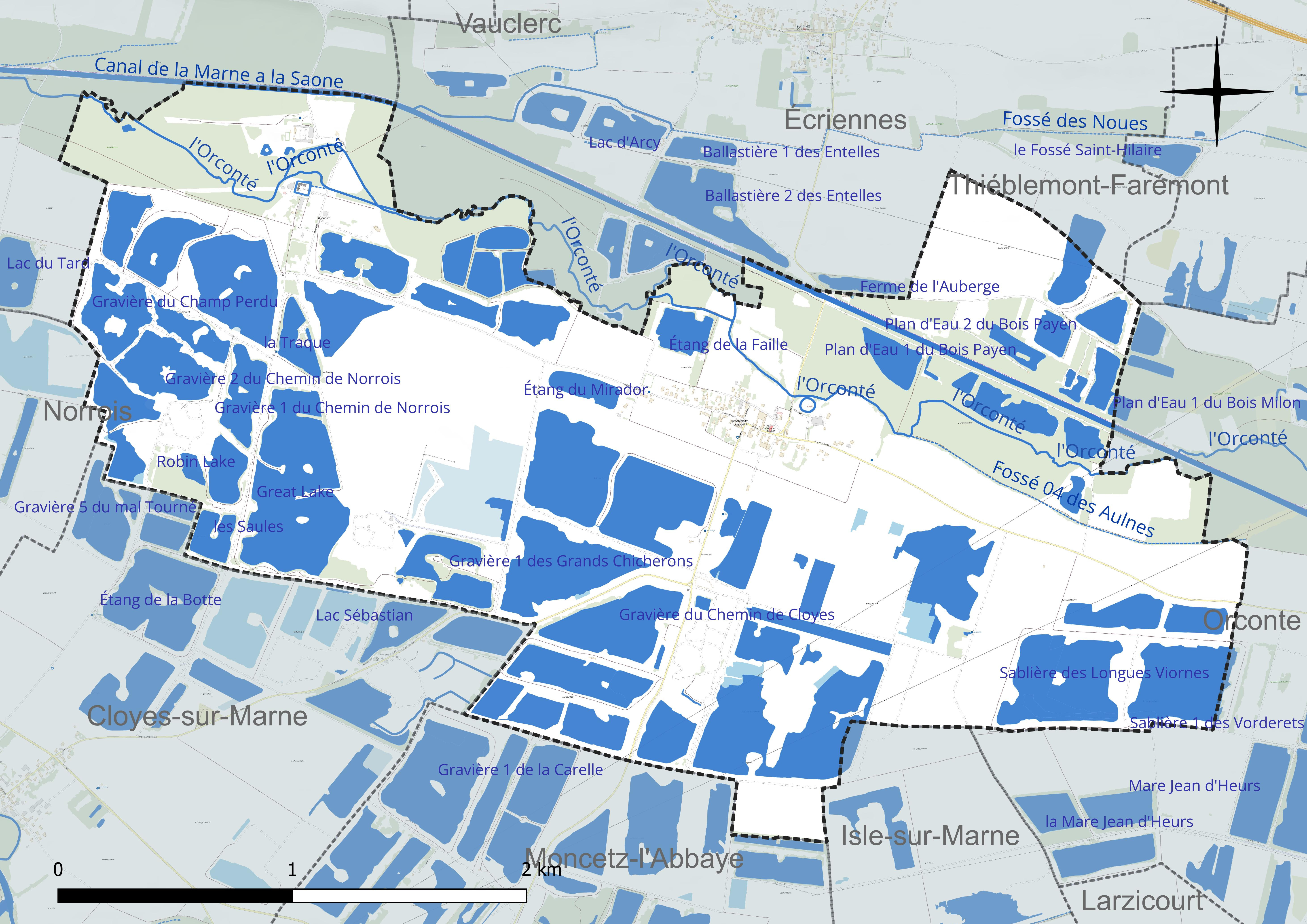
Réseau hydrographique de Matignicourt-Goncourt.

### Climat
Pour des articles plus généraux, voir Climat du Grand Est et Climat de la Marne.
En 2010, le climat de la commune est de type climat océanique dégradé des plaines du Centre et du Nord, selon une étude du Centre national de la recherche scientifique s'appuyant sur une série de données couvrant la période 1971-2000. En 2020, Météo-France publie une typologie des climats de la France métropolitaine dans laquelle la commune est exposée à un climat océanique altéré et est dans la région climatique  Nord-est du bassin Parisien, caractérisée par un ensoleillement médiocre, une pluviométrie moyenne régulièrement répartie au cours de l’année et un hiver froid (3 °C). 
Pour la période 1971-2000, la température annuelle moyenne est de 10,5 °C, avec une amplitude thermique annuelle de 15,8 °C. Le cumul annuel moyen de précipitations est de 778 mm, avec 12,1 jours de précipitations en janvier et 8,6 jours en juillet. Pour la période 1991-2020, la température moyenne annuelle observée sur la station météorologique de Météo-France la plus proche, « Frignicourt », sur la commune de Frignicourt à 7 km à vol d'oiseau, est de 11,5 °C et le cumul annuel moyen de précipitations est de 694,6 mm. 
La température maximale relevée sur cette station est de 41,7 °C, atteinte le 25 juillet 2019 ; la température minimale est de −22 °C, atteinte le 9 janvier 1985,,. 
Les paramètres climatiques de la commune ont été estimés pour le milieu du siècle (2041-2070) selon différents scénarios d'émission de gaz à effet de serre à partir des nouvelles projections climatiques de référence DRIAS-2020. Ils sont consultables sur un site dédié publié par Météo-France en novembre 2022.

## Urbanisme

### Typologie
Au 1er janvier 2024, Matignicourt-Goncourt est catégorisée commune rurale à habitat dispersé, selon la nouvelle grille communale de densité à sept niveaux définie par l'Insee en 2022.
Elle est située hors unité urbaine. Par ailleurs la commune fait partie de l'aire d'attraction de Vitry-le-François, dont elle est une commune de la couronne,. Cette aire, qui regroupe 73 communes, est catégorisée dans les aires de moins de 50 000 habitants,.

### Occupation des sols
L'occupation des sols de la commune, telle qu'elle ressort de la base de données européenne d’occupation biophysique des sols Corine Land Cover (CLC), est marquée par l'importance des territoires agricoles (30,4 % en 2018), en diminution par rapport à 1990 (72,3 %). La répartition détaillée en 2018 est la suivante : 
eaux continentales (56 %), terres arables (25,8 %), forêts (13,3 %), zones agricoles hétérogènes (4,6 %), mines, décharges et chantiers (0,2 %). L'évolution de l’occupation des sols de la commune et de ses infrastructures peut être observée sur les différentes représentations cartographiques du territoire : la carte de Cassini (XVIIIe siècle), la carte d'état-major (1820-1866) et les cartes ou photos aériennes de l'IGN pour la période actuelle (1950 à aujourd'hui).

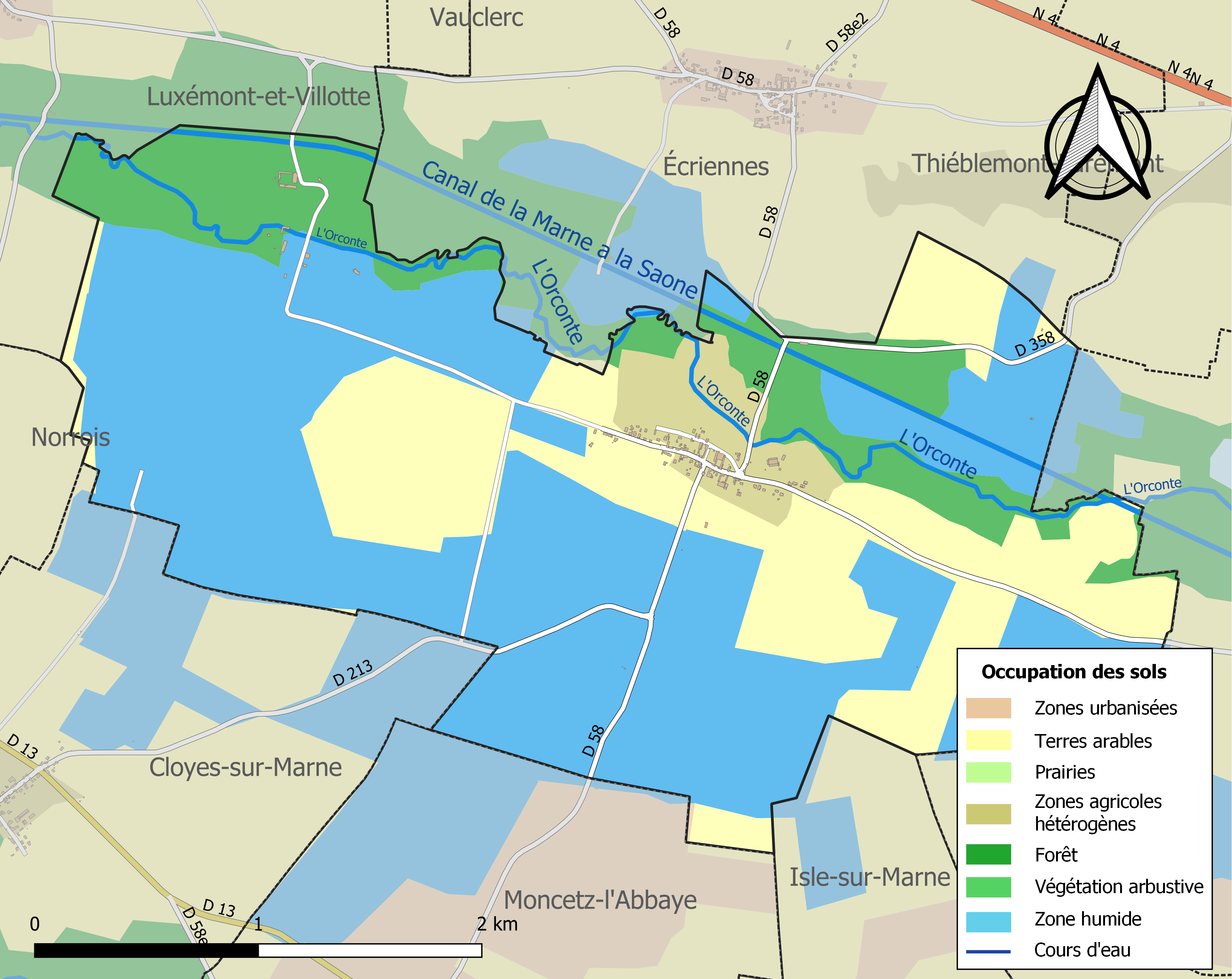
Carte des infrastructures et de l'occupation des sols de la commune en 2018 (CLC).

## Toponymie
Matignicourt  est attesté sous les formes Matignicort (vers 1222) ; Mategnicort (vers 1252) ; Matignecourt (1285) ; Matignicourt, Matigniairia (1320) ; Matignecourt (1380) ; Matignicourt (1389) ; Matignicuria (1405) ; Matignicourt, autrefois Malignicourt (1860).

Goncourt est attesté sous les formes Godonis Cort (900) ; Goncour (1187) ; Gooncort (1215) ; Goncort (1221) ; Goncort (vers 1252) ; Guuncort (XIIIe siècle) ; Gooncuria (1542).

## Politique et administration

### Intercommunalité
La commune, antérieurement membre de la communauté de communes Marne et Orconte, est membre, depuis le 1er janvier 2014, de la communauté de communes Perthois-Bocage et Der.
En effet, conformément aux prévisions du schéma départemental de coopération intercommunale (SDCI) de la Marne du 15 décembre 2011, trois petites communautés de communes préexistantes :  
- la  communauté de communes du Bocage Champenois ;
- la communauté de communes Marne et Orconte ;
- la communauté de communes du Perthois  ;
ont fusionné pour créer la nouvelle communauté de communes Perthois-Bocage et Der, à laquelle se sont également jointes une commune détachée de la  communauté de communes de Val de Bruxenelle (Favresse) et la commune isolée de Gigny-Bussy.

### Liste des maires
| Période                                  | Période                      | Identité        | Étiquette | Qualité                        |
| ---------------------------------------- | ---------------------------- | --------------- | --------- | ------------------------------ |
| Les données manquantes sont à compléter. |                              |                 |           |                                |
| avant 1877                               | après 1879                   | Delaunay        |           |                                |
| mars 2001                                | mars 2008                    | Alain Chemin    |           |                                |
| mars 2008                                | En cours (au 4 juillet 2014) | Jean-Luc Onesti |           | Réélu pour le mandat 2014-2020 |

## Équipements et services publics

### Eau et déchets
Le service public des déchets est assuré par le Syndicat mixte du Sud-Est Marnais (SYMSEM), qui a mis en place une redevance incitative. La collecte des ordures ménagères résiduelles (en bacs noirs pucés ou en sacs rouges prépayés) et des emballages ménagers recyclables (en sacs jaunes) est réalisée en porte à porte. Le SYMSEM adhérant au syndicat de valorisation des ordures ménagères de la Marne (SYVALOM), ces déchets sont amenés en centre de transfert à Sainte-Menehould ou Vitry-en-Perthois, puis valorisés sur le site de La Veuve. La collecte du verre se fait en apport volontaire, avant transformation dans une usine de Reims. Pour les déchets volumineux ou dangereux, le SYMSEM met à disposition de ses habitants une plateforme de déchets verts et gravats, à Saint-Amand-sur-Fion, ainsi que 12 déchèteries, à Arrigny, Courtisols, Givry-en-Argonne, Mairy-sur-Marne, Pargny-sur-Saulx, Pogny, Sainte-Menehould, Thiéblemont-Farémont, Valmy, Vanault-les-Dames, Villers-en-Argonne et Ville-sur-Tourbe.

## Démographie
L'évolution du nombre d'habitants est connue à travers les recensements de la population effectués dans la commune depuis 1793. Pour les communes de moins de 10 000 habitants, une enquête de recensement portant sur toute la population est réalisée tous les cinq ans, les populations de référence des années intermédiaires étant quant à elles estimées par interpolation ou extrapolation. Pour la commune, le premier recensement exhaustif entrant dans le cadre du nouveau dispositif a été réalisé en 2008.

En 2022, la commune comptait 156 habitants, en évolution de +8,33 % par rapport à 2016 (Marne : −1,19 %, France hors Mayotte : +2,11 %).
| 1793 | 1800 | 1806 | 1821 | 1831 | 1836 | 1841 | 1846 | 1851 |
| ---- | ---- | ---- | ---- | ---- | ---- | ---- | ---- | ---- |
| 110  | 109  | 110  | 97   | 104  | 129  | 143  | 139  | 145  |

| 1856 | 1861 | 1866 | 1872 | 1876 | 1881 | 1886 | 1891 | 1896 |
| ---- | ---- | ---- | ---- | ---- | ---- | ---- | ---- | ---- |
| 156  | 161  | 159  | 165  | 170  | 151  | 124  | 132  | 120  |

| 1901 | 1906 | 1911 | 1921 | 1926 | 1931 | 1936 | 1946 | 1954 |
| ---- | ---- | ---- | ---- | ---- | ---- | ---- | ---- | ---- |
| 118  | 139  | 133  | 124  | 120  | 126  | 140  | 128  | 132  |

| 1962 | 1968 | 1975 | 1982 | 1990 | 1999 | 2006 | 2008 | 2013 |
| ---- | ---- | ---- | ---- | ---- | ---- | ---- | ---- | ---- |
| 96   | 119  | 122  | 113  | 114  | 120  | 115  | 113  | 143  |

| 2018 | 2022 | - | - | - | - | - | - | - |
| ---- | ---- | - | - | - | - | - | - | - |
| 149  | 156  | - | - | - | - | - | - | - |

## Lieux et monuments

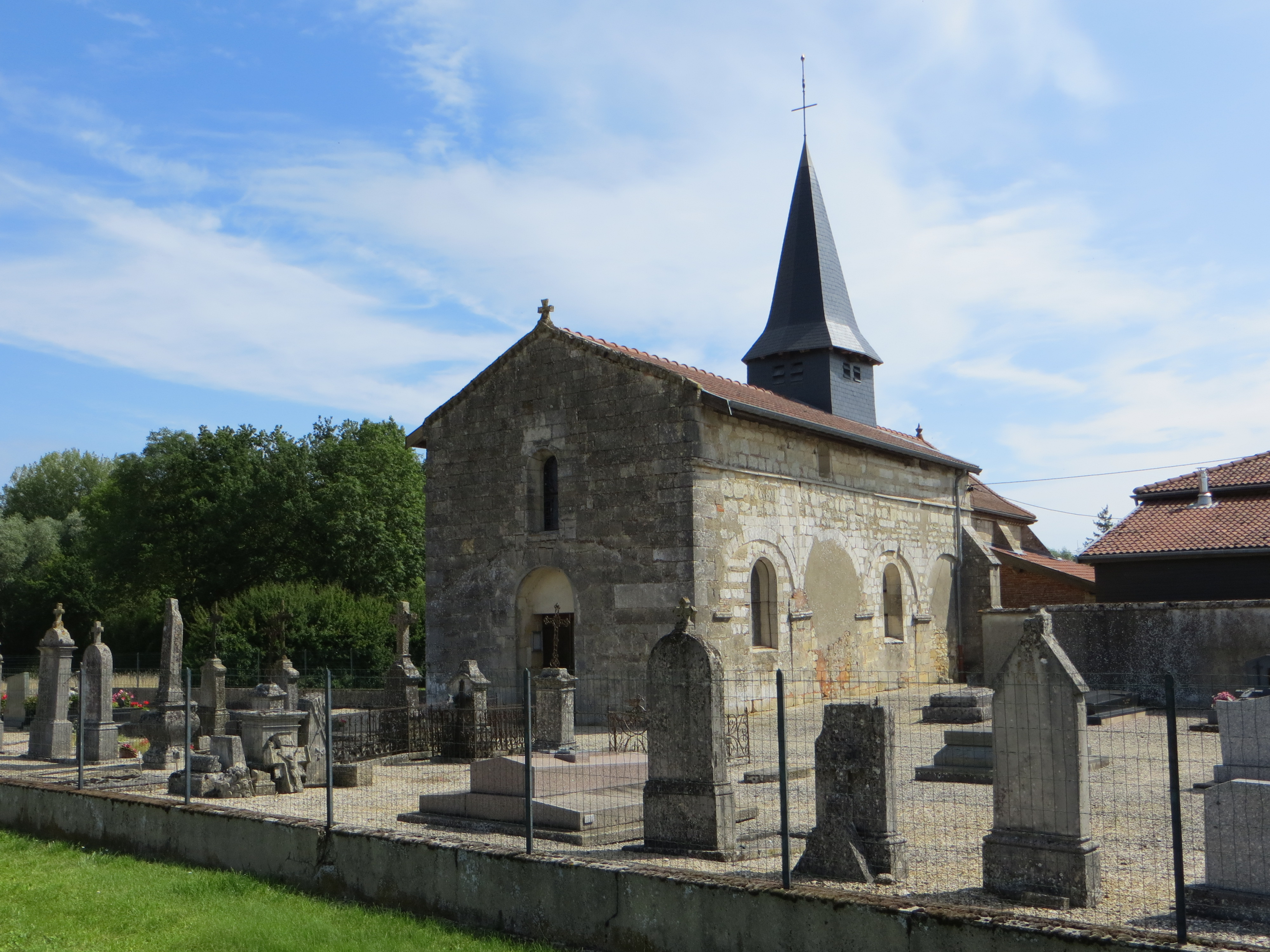
Église Saint-Pierre-ès-Liens

- Église Saint-Pierre-ès-Liens
- Le château de Goncourt.

## Personnalités liées à la commune
- Nicolas Louis de Salligny (1736-1819), seigneur de Matignicourt, homme politique français.